# Lista de episódios de One Piece
Esta é uma lista de episódios da série de anime One Piece, adaptação da série de mangá de mesmo nome. O anime é produzido pela Toei Animation, e estreou no Japão na Fuji TV em 20 de outubro de 1999, ainda estando em exibição no país e sendo transmitido simultaneamente para o resto do mundo no Simulcast da Crunchyroll. No Brasil, são exibidos em 750 episódios na Netflix, com redublagem brasileira.

## Temporadas e episódios
Abaixo está a lista das temporadas e de episódios, demonstrando todas as sagas e todos os arcos da trama. Atualmente, o anime conta com 99 episódios filler, e costuma ter um ritmo bem mais lento do que dos animes tradicionais a partir do timeskip, evitando assim episódios e arcos que não contam na história cânone ao desacelerar o ritmo em que a história é contada.
| Mar da Sobrevivência: Grand Line |                                                  |                                           |           |           |                  |
| №                                | №                                                | Saga/Arco                                 | Episódios | Total     | Data de exibição |
|                                  | 1                                                | Saga de East Blue                         | 1–61      | 61        | 1999–2001        |
| 1.1                              | Arco do Romance Dawn                             | 1–3                                       | 3         | 1999      |                  |
| 1.2                              | Arco da Vila Laranja                             | 4–8                                       | 5         | 1999      |                  |
| 1.3                              | Arco da Vila Syrup                               | 9–18                                      | 10        | 2000      |                  |
| 1.4                              | Arco do Baratie                                  | 19–30                                     | 12        | 2000      |                  |
| 1.5                              | Arco de Arlong Park                              | 31–45                                     | 15        | 2000      |                  |
| 1.6                              | Arco dos Piratas de Buggy                        | 46–47                                     | 2         | 2000      |                  |
| 1.7                              | Arco de Loguetown                                | 48–53                                     | 6         | 2000–2001 |                  |
| 1.8                              | Arco do Dragão Milenar (filler)                  | 54–61                                     | 8         | 2001      |                  |
|                                  | 2                                                | Saga de Alabasta                          | 62–135    | 74        | 2001–2002        |
| 2.1                              | Arco da Reverse Mountain                         | 62–63                                     | 2         | 2001      |                  |
| 2.2                              | Arco de Whiskey Peak                             | 64–67                                     | 4         | 2001      |                  |
| 2.3                              | Arco de Coby e Helmeppo                          | 68–69                                     | 2         | 2001      |                  |
| 2.4                              | Arco de Little Garden                            | 70–78                                     | 9         | 2001      |                  |
| 2.5                              | Arco da Ilha de Drum                             | 79–91                                     | 13        | 2001      |                  |
| 2.6                              | Arco de Alabasta                                 | 92–130                                    | 39        | 2001–2002 |                  |
| 2.7                              | Arco Pós-Alabasta (filler)                       | 131–135                                   | 5         | 2002      |                  |
|                                  | 3                                                | Saga de Skypiea (Ilha do Céu)             | 136–206   | 71        | 2002–2004        |
| 3.1                              | Arco da Ilha dos Carneiros (filler)              | 136–138                                   | 3         | 2002      |                  |
| 3.2                              | Arco da Névoa Arco-Íris (filler)                 | 139–143                                   | 5         | 2002–2003 |                  |
| 3.3                              | Arco da Ilha de Jaya                             | 144–152                                   | 9         | 2003      |                  |
| 3.4                              | Arco de Skypiea                                  | 153–195                                   | 43        | 2003–2004 |                  |
| 3.5                              | Arco do G-8 (filler)                             | 196–206                                   | 11        | 2004      |                  |
|                                  | 4                                                | Saga de Water 7                           | 207–325   | 119       | 2004–2007        |
| 4.1                              | Arco de Long Ring Long Land                      | 207–219                                   | 13        | 2004–2005 |                  |
| 4.2                              | Arco do Sonho do Oceano (filler)                 | 220–224                                   | 5         | 2005      |                  |
| 4.3                              | Arco do Retorno do Foxy (filler)                 | 225–226                                   | 2         | 2005      |                  |
| 4.4                              | Arco do Almirante Aokiji                         | 227–228                                   | 2         | 2005      |                  |
| 4.5                              | Arco de Water 7                                  | 229–263                                   | 35        | 2005–2006 |                  |
| 4.6                              | Arco de Enies Lobby                              | 264–312                                   | 49        | 2006–2007 |                  |
| 4.7                              | Arco Pós-Enies Lobby                             | 313–325                                   | 13        | 2007      |                  |
|                                  | 5                                                | Saga de Thriller Bark                     | 326–384   | 59        | 2007–2009        |
| 5.1                              | Arco de Ice Hunter (filler)                      | 326–336                                   | 11        | 2007–2008 |                  |
| 5.2                              | Arco de Thriller Bark                            | 337–381                                   | 45        | 2008      |                  |
| 5.3                              | Arco da Ilha Spa (filler)                        | 382–384                                   | 3         | 2008–2009 |                  |
|                                  | 6                                                | Saga da Guerra dos Maiorais de Marineford | 385–516   | 132       | 2009–2011        |
| 6.1                              | Arco do Duval da Máscara de Ferro                | 385–389                                   | 5         | 2009      |                  |
| 6.2                              | Arco do Arquipélago de Sabaody                   | 390–407                                   | 18        | 2009      |                  |
| 6.3                              | Arco de Amazon Lily                              | 408–417                                   | 10        | 2009      |                  |
| 6.4                              | Arco do Paradeiro dos Chapéus de Palha           | 418–421                                   | 4         | 2009      |                  |
| 6.5                              | Arco de Impel Down                               | 422–452                                   | 31        | 2009–2010 |                  |
| 6.6                              | Arco do Paradeiro dos Chapéus de Palha – Parte 2 | 453–456                                   | 4         | 2010      |                  |
| 6.7                              | Arco da Retrospectiva Pré-Marineford (filler)    | 457–458                                   | 2         | 2010      |                  |
| 6.8                              | Arco de Marineford                               | 459–492                                   | 34        | 2010–2011 |                  |
| 6.9                              | Arco do Reino de Goa (flashback)                 | 493–504                                   | 12        | 2011      |                  |
| 6.10                             | Arco Pós-Marineford                              | 505–516                                   | 12        | 2011      |                  |
| O Mar Final: Novo Mundo          |                                                  |                                           |           |           |                  |
| №                                | №                                                | Saga/Arco                                 | Episódios | Total     | Data de exibição |
|                                  | 7                                                | Saga da Ilha dos Homens-Peixe             | 517–574   | 58        | 2011–2012        |
| 7.1                              | Arco do Retorno a Sabaody                        | 517–522                                   | 6         | 2011      |                  |
| 7.2                              | Arco do Fundo do Oceano                          | 523–526                                   | 4         | 2011      |                  |
| 7.3                              | Arco da Ilha dos Homens-Peixe                    | 527–574                                   | 48        | 2011–2012 |                  |
|                                  | 8                                                | Saga de Punk Hazard                       | 575–625   | 54        | 2012–2014        |
| 8.1                              | Arco da Ambição de Z (filler)                    | 575–578                                   | 4         | 2012      |                  |
| 8.2                              | Arco de Punk Hazard                              | 579–625                                   | 47        | 2013      |                  |
| 8.3                              | Arco do Resgate de Caesar (filler)               | 626–628                                   | 3         | 2013–2014 |                  |
|                                  | 9                                                | Saga de Dressrosa                         | 629–750   | 122       | 2014–2016        |
| 9.1                              | Arco de Dressrosa                                | 629–746                                   | 118       | 2014–2016 |                  |
| 9.2                              | Arco de Silver Mine (filler)                     | 747–750                                   | 4         | 2016      |                  |
|                                  | 10                                               | Saga de Zou                               | 751–782   | 32        | 2016–2017        |
| 10.1                             | Arco de Zou                                      | 751–779                                   | 29        | 2016–2017 |                  |
| 10.2                             | Arco da Marinha Supernova (filler)               | 780–782                                   | 3         | 2017      |                  |
|                                  | 11                                               | Saga de Whole Cake                        | 783–889   | 107       | 2017–2019        |
| 11.1                             | Arco da Ilha de Whole Cake                       | 783–877                                   | 95        | 2017–2019 |                  |
| 11.2                             | Arco de Reverie                                  | 878–891                                   | 14        | 2019      |                  |
|                                  | 12                                               | Saga do País de Wano                      | 892–1088  | 197       | 2019–2023        |
| 12.1                             | Arco do País de Wano                             | 892–1088                                  | 197       | 2019–2023 |                  |
|                                  | 13                                               | Saga Final                                | 1089–     | –         | 2024–            |
| 13.1                             | Arco de Egghead                                  | 1089–1122                                 | 34        | 2024      |                  |
| 13.2                             | Arco de Egghead Parte 2                          | 1123–?                                    | -         | 2025–?    |                  |